# Leonardtown
Leonardtown é uma cidade  localizada no estado americano de Maryland, no Condado de Saint Mary's.

## Demografia
Segundo o censo americano de 2000, a sua população era de 1896 habitantes.
Em 2006, foi estimada uma população de 2171, um aumento de 275 (14.5%).

## Geografia
De acordo com o United States Census Bureau tem uma área de
8,0 km², dos quais 8,0 km² cobertos por terra e 0,0 km² cobertos por água. Leonardtown localiza-se a aproximadamente 30 m acima do nível do mar.

## Localidades na vizinhança
O diagrama seguinte representa as localidades num raio de 20 km ao redor de Leonardtown.